# Märta
Märta ist ein weiblicher Vorname.

## Herkunft und Bedeutung
→ Hauptartikel: Margarete
Bei Märta handelt es sich um eine vor allem in Schweden und Finnland verbreitete Kurzform der Namen Märeta und Merete.
Eine Variante des Namens ist Märtha.

## Namensträgerinnen
- Märta Åsdahl-Holmberg (1919–2008), schwedische Germanistin
- Märta von Dänemark (1277–1341), dänische Prinzessin und schwedische Königin
- Märta Eriksdotter Leijonhufvud (1520–1584), sehr einflussreiche schwedische Adlige (Kung Märta / König Märta)
- Märta Jägerskiöld (1905–1992), schwedische Malerin
- Märta Norberg (1922–2020), schwedische Skilangläuferin
- Märta Helena Reenstierna (1753–1841), schwedische Gutsherrin, Autorin von Tagebüchern, die ab 1946 postum gedruckt wurden
- Märta Stenevi (* 1976), schwedische Umweltpolitikerin und Sprecherin der Grünen
- Märta Strömberg (1921–2012), schwedische Prähistorikerin
- Märta Tikkanen (* 1935), finnlandschwedische Schriftstellerin
- Märta Torén (1925–1957), schwedische Schauspielerin